# Mas-Cabardès
 Mas-Cabardès  es una población y comuna francesa, en la región de Languedoc-Rosellón, departamento de Aude, en el distrito de Carcasona y cantón de Mas-Cabardès.

## Demografía
| 405 | 388 | 310 | 245 | 235 | 205 |
| Para los censos de 1962 a 1999 la población legal corresponde a la población sin duplicidades (Fuente: INSEE [Consultar]) |     |     |     |     |     |